# Беліни (Груєцький повіт)
Беліни (пол. Bieliny) — село в Польщі, у гміні Нове-Място-над-Пилицею Груєцького повіту Мазовецького воєводства.
Населення — 243 особи (2011).
У 1975-1998 роках село належало до Радомського воєводства.

## Демографія
Демографічна структура станом на 31 березня 2011 року:
|          | Загалом | Допрацездатний вік | Працездатний вік | Постпрацездатний вік |
| -------- | ------- | ------------------ | ---------------- | -------------------- |
| Чоловіки | 114     | 20                 | 67               | 27                   |
| Жінки    | 129     | 14                 | 64               | 51                   |
| Разом    | 243     | 34                 | 131              | 78                   |